# Ambasada Włoch przy Stolicy Apostolskiej
Ambasada Republiki Włoskiej przy Stolicy Apostolskiej (wł. Ambasciata d'Italia presso la Santa Sede) – misja dyplomatyczna Republiki Włoskiej przy Stolicy Apostolskiej. Ambasada mieści się w Rzymie.
Ambasador Włoch przy Stolicy Apostolskiej akredytowany jest również przy Zakonie Kawalerów Maltańskich.
Jest to jedna z nielicznych ambasad na świecie, która mieści się w państwie wysyłającym.

## Historia
Po proklamowaniu w 1861 Królestwa Włoch, zgłosiło ono aspiracje do panowania nad Rzymem i uczynienia z niego stolicy państwa. W wyniku jednoczenia się Włoch już w 1860 doszło do zaboru części Państwa Kościelnego, należącego do papieży. 20 września 1870, po wycofaniu się z Rzymu chroniących papieża wojsk francuskich, włoscy żołnierze zdobyli Wieczne Miasto i położyli kres Państwu Kościelnemu. Papież Pius IX nie uznał jednak ważności tej decyzji i ogłosił się więźniem Watykanu. Konflikt pomiędzy papiestwem a Włochami, nazywany kwestią rzymską trwał do podpisania 11 lutego 1929 traktatów laterańskich, zgodnie z którymi Włochy i Stolica Apostolska nawiązały stosunki dyplomatyczne. W tym samym roku otworzono Ambasadę Włoch przy Stolicy Apostolskiej i król Wiktor Emanuel III mianował pierwszego ambasadora.
Tradycyjnie prezydent Republiki Włoskiej po zaprzysiężeniu składa oficjalną wizytę papieżowi. Co roku w lutym ambasada jest gospodarzem spotkania wysokiego szczebla z okazji obchodów rocznicy podpisania traktatów z 1929, w którym uczestniczą najwyżsi przedstawiciele Republiki Włoskiej.